# Список умерших в 2003 году

## Январь
- 1 января — Наталья Крымова (72) — российский театральный критик, театровед.
- 1 января — Николай Остриков (77) — советский военнослужащий, участник Великой Отечественной войны, полный кавалер ордена Славы.
- 3 января — Моник Виттиг (67) — французский автор и теоретик феминизма; сердечный приступ.
- 3 января — Борис Заворызгин (81) — участник Великой Отечественной войны, Герой Советского Союза.
- 3 января — Халима Насырова (89) — оперная певица (сопрано), актриса, педагог. Народная артистка СССР.
- 3 января — Хуан Ху (29) — китайский массовый убийца, казнён по приговору суда.
- 4 января — Гавриил Гликман (89) — российский художник и скульптор.
- 4 или 5 января — Владимир Сухомлин (23) — российский программист, интернет-журналист; похищен в Москве 4 января и убит[1].
- 5 января — Пётр Авраменко (87) — участник Великой Отечественной войны, Герой Советского Союза.
- 5 января — Алексей Трасеух (34) — хоккеист — центральный нападающий, впоследствии тренер.
- 6 января — Александр Христенко (66) — директор Карагандинского научно-исследовательского совхоза — института сельского хозяйства, Народный герой Казахстана.
- 7 января — Владимир Елисеев (79) — советский лётчик, полковник, участник Великой Отечественной войны.
- 8 января — Алексей Солдатов (79) — полный кавалер ордена Славы.
- 9 января — Роман Кудрин (86) — капитан Рабоче-крестьянской Красной Армии, участник Великой Отечественной войны, Герой Советского Союза.
- 10 января — Вольфганг Казак (75) — немецкий славист, переводчик (перевёл на немецкий язык произведения Каверина, Паустовского, Розова, Соколова, Солженицына, Тендрякова и Терновского).
- 10 января — Пётр Торгунаков (78) — участник Великой Отечественной войны, Герой Советского Союза.
- 11 января — Юрий Тишков (31) — российский футболист, нападающий, был убит.
- 12 января — Морис Гибб (53) — солист группы Bee Gees, брат-близнец Робина Гибба[2][3].
- 12 января — Алексей Гольденвейзер (92) — советский учёный в области теоретической механики.
- 12 января — Яков Попелянский (85) — советский (российский) невропатолог.
- 13 января — Леонид Давыдов-Субоч (71) — советский актёр театра и кино.
- 14 января — Мирза Бабаев (89) — актёр и певец, народный артист Азербайджана.
- 14 января — Михаил Соколов (78) — участник Великой Отечественной войны, Герой Советского Союза
- 15 января — Самвел Матевосян (90) — лейтенант Рабоче-крестьянской Красной армии, участник обороны Брестской крепости, Герой Социалистического Труда.
- 15 января — Эрнест Фолдатс (77) — ботаник, известный исследователь орхидей.
- 16 января — Шимон Гриди (90) — израильский политический, государственный и общественный деятель, депутат Кнессета 2-го созыва от Ассоциации йеменских евреев в Израиле.
- 18 января — Алексей Отрощенко (79) — участник Великой Отечественной войны, полный кавалер ордена Славы.
- 20 января — Глеб Абросимов (92) — советский военачальник, генерал-майор танковых войск.
- 20 января — Эльдар Азимзаде (66) — советский футбольный судья, судья ФИФА.
- 20 января — Эдит Лефель (39) — французская зук-певица.
- 21 января — Пауль Куусберг (86) — эстонский и советский писатель.
- 21 января — Давид Курыжев (82) — участник Великой Отечественной войны, Герой Советского Союза.
- 21 января — Александр Разумов (93) — участник Великой Отечественной войны, Герой Советского Союза.
- 24 января — Джанни Аньелли (81) — итальянский автопромышленник, совладелец компании «Fiat», внук её основателя Джованни Аньелли.
- 25 января — Джозеф Александр Уолкер (67), афроамериканский драматург и сценарист, театральный режиссёр, актер и профессор, лауреат премии «Тони».[4][5]
- 26 января — Владимир Мулявин (62) — солист ВИА «Песняры»; последствия автокатастрофы, произошедшей в мае 2002.
- 26 января — Валерий Брумель (60) — советский легкоатлет (прыжки в высоту), заслуженный мастер спорта.
- 26 января — Франческо Труссарди (29) — сын Николы Труссарди, после гибели отца возглавивший Дом моды «Труссарди»; автокатастрофа.
- 27 января — Генрик Яблоньский (93) — польский политический деятель, председатель Государственного совета ПНР 28 марта 1972 — 6 ноября 1985, историк.
- 29 января — Наталия Дудинская (90) — советская артистка балета, педагог, народная артистка СССР (1957).
- 30 января — Александр Путин (84) — участник Великой Отечественной войны, Герой Советского Союза.
- 30 января — Владимир Шандриков (62) — «омский Высоцкий», самобытный поэт и композитор, исполнитель песен собственного сочинения.([6]).

## Февраль
- 1 февраля — Астронавты разрушившегося при посадке шаттла «Колумбия»:
  - Рик Хасбанд (45) — командир.
  - Уильям МакКул (39) — пилот.
  - Дэвид Браун (46) — 1-й специалист полёта.
  - Калпана Чавла (41) — 2-й специалист полёта, первая женщина-астронавт индийского происхождения.
  - Майкл Андерсон (43) — бортинженер.
  - Лорел Кларк (41) — 4-й специалист полёта, врач.
  - Илан Рамон (48) — специалист по полезной нагрузке, первый астронавт Израиля.
- 2 февраля — Геннадий Мамлин (77) — поэт, драматург, прозаик.
- 2 февраля — Яков Хардиков (93) — Герой Советского Союза.
- 3 февраля — Наталья Медведева (44) — российская певица, писательница; инсульт.
- 5 февраля — Иван Морозов (81) — Герой Советского Союза.
- 5 февраля — Антонина Шуранова (66) — советская российская актриса театра и кино.
- 6 февраля — Виктор Коробейников (73) — советский и российский математик и механик.
- 6 февраля — Иван Хмиль (79) — советский и украинский учёный-историк и дипломат.
- 7 февраля — Александр Ишлинский (89) — учёный-механик XX века, организатор науки и педагог.
- 7 февраля — Николай Кузнецов (79) — участник Великой Отечественной войны. Герой Советского Союза.
- 7 февраля — Иван Шейкин (88) — Герой Советского Союза.
- 9 февраля — Хермине Баума (88) — австрийская легкоатлетка и гандболистка, олимпийская чемпионка.
- 10 февраля — Леонид Поляков (93) — участник Великой Отечественной войны. Герой Советского Союза.
- 11 февраля — Пётр Лебеденко (86) — русский и советский писатель, прозаик, сценарист, очеркист.
- 12 февраля — Евгений Кибкало (71) — российский оперный певец.
- 13 февраля — Георгий Лопато (78) — советский учёный, ветеран вычислительной техники.
- 13 февраля — Николай Трушков (78) — участник Великой Отечественной войны. Герой Советского Союза.
- 13 февраля — Уолт Уитмен Ростоу (86) — американский экономист и политический мыслитель.
- 13 февраля — Энтелис, Сергей Генрихович (82) — советский и российский химик, доктор химических наук.
- 14 февраля — Алексей Бондаренко (80) — советский журналист, краевед, общественный деятель.
- 14 февраля — Григорий Мкртычан (78) — советский хоккеист и тренер.
- 16 февраля — Андрей Гончар (77) — конструктор ракетной техники.
- 17 февраля — Израиль Гольдштейн (85) — советский кинорежиссёр, оператор и сценарист.
- 17 февраля — Анатолий Гороховский (77) — Почётный радист СССР, Заслуженный работник связи Российской Федерации, журналист, издатель, главный редактор крупнейших издательств технической литературы по вопросам связи, радио и телевидения: «Связьиздат», «Связь» и журнала «Радио».
- 18 февраля — Пётр Зозуля (90) — полный кавалер ордена Славы.
- 18 февраля — Мейер Кац (79) — советский хозяйственный и государственный деятель.
- 18 февраля — Иссер Харель (91) — руководитель служб разведки и безопасности Израиля с 1948 по 1963 годы.
- 19 февраля — Игорь Горбачёв (75) — советский и российский актёр театра и кино, театральный режиссёр.
- 19 февраля — Павел Муравьёв (85) — Герой Советского Союза.
- 21 февраля — Нина Дмитриева (85) — русский исследователь-искусствовед, литератор — историк и теоретик искусства.
- 22 февраля — Николай Лебедев (82) — советский механик, заведующий кафедрой механики.
- 23 февраля — Шломо Аргов (73) — израильский дипломат.
- 23 февраля — Владимир Баварин (63) — мэр Барнаула, кавалер орденов Знак Почета и Ордена Дружбы; погиб в автомобильной катастрофе.
- 23 февраля — Михаил Грачёв (89) — русский советский живописец и график, член Санкт-Петербургского Союза художников.
- 23 февраля — Павел Лебешев (63) — советский и российский кинооператор.
- 23 февраля — Роберт Мертон (92) — один из самых известных американских социологов двадцатого века.
- 23 февраля — Гасан Саттар оглы Турабов (64) — азербайджанский советский актёр, Народный артист Азербайджанской ССР (1982).
- 24 февраля — Илья Вайсфельд (93) — российский и советский критик, киновед, киносценарист, редактор.
- 24 февраля — Александр Кемурджиан (81) — советский инженер-конструктор.
- 25 февраля — Айдын Мамедов (61) — советский и азербайджанский ученый.
- 25 февраля — Александр Рыбин (88) — Герой Советского Союза.
- 25 февраля — Альберто Сорди (82) — итальянский актёр и кинорежиссёр, кавалер Ордена «За заслуги перед Итальянской Республикой» (1994).
- 26 февраля — Иван Корогодин (83) — Герой Советского Союза.
- 26 февраля — Владимир Малюсов (89) — советский учёный в области разделения смесей, член-корреспондент АН СССР.
- 26 февраля — Хеленурм, Хелле-Реэт (59) — эстонская и советская театральная актриса[7]
- 27 февраля — Джон Ланчбери (79) — британский дирижёр и композитор, работавший преимущественно в области балета.
- 27 февраля — Александр Липилин (90) — Герой Советского Союза.
- 28 февраля — Яков Андрющенко (82) — Герой Советского Союза.
- 28 февраля — Николай Кобец (79) — советский политический деятель, председатель Калужского областного Суда (1965—1968).

## Март
- 1 марта — Андрей Бордюгов (81) — полковник Советской Армии, участник Великой Отечественной войны, Герой Советского Союза.
- 1 марта — Евгений Линар (83) — советский латвийский физиолог и разработчик медицинских приборов.
- 1 марта — Анатолий Эйнгорн (83) — советский волейболист и тренер, игрок сборной СССР.
- 2 марта — Закир Мамедов (66) — член-корреспондент НАН Азербайджана, доктор философских наук, профессор.
- 2 марта — Алексей Маякин (83) — участник Великой Отечественной войны, Герой Советского Союза.
- 2 марта — Малколм Уильямсон (71) — австралийский композитор, пианист, органист, Мастер королевской музыки.
- 3 марта — Ричард Гаррард (92) — австралийский борец вольного стиля, серебряный призёр Олимпийских игр по борьбе.
- 4 марта — Себастьян Жапризо (71) — французский писатель и сценарист.
- 4 марта — Джаба Иоселиани (76) — грузинский политический, военный и криминальный деятель, вор в законе.
- 4 марта — Аделаида Яворская (69) — советская и латвийская актриса.
- 6 марта — Элис Мартино (30) — английская поп-певица и автор песен; муковисцидоз[8]
- 7 марта — Дуфуня Вишневский (56) — певец и актёр, хорошо известный как исполнитель цыганских романсов и песен.
- 7 марта — Владимир Гальперин (83) — советский и российский литературовед и профессор литературы.
- 7 марта — Павел Рудзевич (80) — полный кавалер ордена Славы.
- 8 марта — Николай Андриенко (77) — полный кавалер ордена Славы.
- 8 марта — Эдуард Изотов (66) — советский актёр театра и кино. Заслуженный артист Российской Федерации.
- 9 марта — Владимир Вишенков (80) — участник Великой Отечественной войны, Герой Советского Союза.
- 9 марта — Дзидра Ритенберга (74) — советская, латвийская актриса, кинорежиссёр.
- 10 марта — Марина Ладынина (94) — киноактриса, народная артистка СССР.
- 11 марта — Николай Бореев (81) — участник Великой Отечественной войны, Герой Советского Союза.
- 11 марта — Георгий Гегечкори (80) — советский грузинский актёр, народный артист Грузинской ССР.
- 11 марта — Людмила Ерофеева (65) — молдавская советская певица.
- 11 марта — Иван Крумин — участник Великой Отечественной войны, Герой Советского Союза.
- 12 марта — Зоран Джинджич (50) — премьер-министр Сербии; убийство[9].
- 12 марта — Андрей Кивилев (29) — профессиональный казахстанский велогонщик.
- 12 марта — Иван Никифоров (93) — Герой Социалистического Труда.
- 12 марта — Любовь Руднева (88) — русская советская писательница, театровед.
- 12 марта — Ярослава Стецько — украинская политическая и общественная деятельница.
- 13 марта — Дмитрий Сергеев (80) — участник Великой Отечественной войны, Герой Советского Союза.
- 14 марта — Иван Горбачёв (79) — участник Великой Отечественной войны, Герой Советского Союза.
- 14 марта — Владимир Корочкин (75) — советский военачальник, «Заслуженный военный летчик СССР», генерал-полковник авиации.
- 14 марта — Исаак Рутман (76) — краевед, автор книги «Из Советска в Тильзит».
- 15 марта — Калманис Шурас — участник Великой Отечественной войны, командир орудия 249-го стрелкового полка 16-й Литовской стрелковой дивизии 2-й гвардейской армии 1-го Прибалтийского фронта, ефрейтор, Герой Советского Союза.
- 16 марта — Николай Руденко (82) — участник Великой Отечественной войны, Герой Советского Союза.
- 16 марта — Александр Тихонов (71) — советский российский учёный-лингвист, автор «Словообразовательного словаря современного русского языка»[10].
- 18 марта — Павел Аедоницкий (80) — композитор, народный артист РСФСР.
- 18 марта — Олесь Бердник (76) — украинский советский писатель-фантаст.
- 18 марта — Нина Беркова (78) — русская писательница, прозаик.
- 18 марта — Лев Новиков (71) — советский российский учёный-лингвист, декан Филологического факультета РУДН в 1991—1996.
- 20 марта — Евсей Вайнруб (93) — Герой Советского Союза.
- 21 марта — Гедеон (Докукин) (73) — митрополит Русской православной церкви.
- 21 марта — Василий Петренко (91) — советский военный деятель, генерал-лейтенант. Герой Советского Союза, профессор.
- 21 марта — Самвел Сагателян (47) — депутат парламента Армении.
- 21 марта — Георгий Таразевич (64) — белорусский и советский политик, Председатель Президиума Верховного Совета БССР в 1985—1989.
- 22 марта — Михаил Герасимов (87) — Герой Советского Союза.
- 23 марта — Николай Ковалёв (95) — учёный гидроэнергетик, доктор технических наук, член-корреспондент Российской академии наук.
- 24 марта — Ханс Герман Гроэр (83) — австрийский кардинал, бенедиктинец.
- 24 марта — Виктор Карпухин (55) — советский военнослужащий, командир Группы «А».
- 27 марта — Андрей Москалёв (79) — самодеятельный композитор.
- 29 марта — Керим Керимов (85) — Герой Социалистического Труда, лауреат Сталинской, Ленинской и Государственной премий СССР, председатель Государственной комиссии по пилотируемым полетам (1966—1991), генерал-лейтенант.
- 29 марта — Владимир Пикалов (78) — Герой Советского Союза.
- 29 марта — Анатолий Соболевский (79) — Герой Советского Союза.
- 30 марта — Валентин Павлов (65) — премьер-министр СССР (единственный, чья должность так официально называлась).
- 31 марта — Михаил Глебов (81) — Герой Советского Союза.
- 31 марта — Семён Липкин (91) — русский поэт и переводчик.

## Апрель
- 1 апреля — Иван Адаменко (80) — ветеран Великой Отечественной войны.
- 2 апреля — Василий Нортенко (81) — советский офицер, танкист, в годы Великой Отечественной войны командир взвода танков Т-34 65-го отдельного танкового полка (8-я гвардейская армия, 1-й Белорусский фронт), Герой Советского Союза.
- 3 апреля — Хейн, Скотт (32) — последний человек, казнённый в США за преступления, совершенные в несовершеннолетнем возрасте.
- 6 апреля — Николай Карпов (73) — советский и украинский кинодраматург. Член Национального союза кинематографистов Украины.
- 6 апреля — Роман Кунсман (61) — советский и израильский джазовый альт-саксофонист, флейтист, композитор, один из выдающихся джазовых музыкантов 60-х годов.
- 6 апреля — Александр Фатюшин (52) — русский советский актёр театра и кино; сердечный приступ.
- 6 апреля — Василий Шевчук (83) — генерал-лейтенант Советской Армии, участник Великой Отечественной войны, Герой Советского Союза.
- 7 апреля — Михаил Владимов (78) — советский поэт-песенник, переводчик, прозаик, сценарист.
- 8 апреля — Николай Сулак (66) — советский и молдавский эстрадный певец, исполнитель молдавских народных песен. Народный артист СССР.
- 9 апреля — Александр Кривенко — украинский журналист и общественный деятель.
- 11 апреля — Василий Барка (94) — украинский поэт, прозаик, переводчик, религиозный мыслитель.
- 12 апреля — Иван Харламов (82) — доктор педагогических наук.
- 13 апреля — Сергей Романовский (79) — советский государственный деятель и дипломат.
- 14 апреля — Бараускас, Балис (73) — литовский советский актёр театра и кино, театральный режиссёр[11]..
- 14 апреля — Иван Громов (85) — Герой Советского Союза.
- 14 апреля — Любовь Малая (84) — советский украинский терапевт, доктор медицинских наук, Герой Социалистического Труда (1979). Герой Украины (1999).
- 15 апреля — Василий Петров (81) — генерал-полковник, дважды Герой Советского Союза.
- 17 апреля — Сергей Юшенков (52) — политик, кандидат философских наук, автор ряда научных работ; убийство.
- 18 апреля — Эмиль Лотяну (66) — советский, молдавский кинорежиссёр, сценарист, поэт.
- 19 апреля — Александр Сууман (75) — эстонский поэт и художник.
- 20 апреля — Бернард Кац (92) — британский биофизик и физиолог, лауреат Нобелевской премии по физиологии и медицине (1970, совместно с Джулиусом Аксельродом и Ульфом фон Эйлером).
- 20 апреля — Сулейман Муллабаев (78) — башкирский поэт.
- 20 апреля — Роза Свердлова (94) — советская актриса.
- 21 апреля — Нина Симон (70) — джазовая вокалистка, «жрица соула».
- 22 апреля — Юрий Войнов (71) — советский футболист, игрок национальной команды с 1954 по 1960 , победитель кубка Европы 1960 .
- 24 апреля — Виктор Бушуев (69) — советский тяжелоатлет.
- 24 апреля — Николай Пономарёв (83) — комсомольский и партийный деятель, советский дипломат.
- 25 апреля — Михаил Комельков (80) — Герой Советского Союза.
- 26 апреля — Александр Лейбфрейд (92) — советский архитектор, автор работ по архитектуре Харькова.
- 26 апреля — Александр Морозов (80) — советский партийный деятель, Первый секретарь Ставропольского РК КПСС, Герой Социалистического Труда.
- 27 апреля — Арон Белкин (75) — советский российский учёный-психоэндокринолог, исследователь феномена транссексуальности.
- 27 апреля — Ефим Ткач (77) — молдавский советский музыковед, музыкальный критик, публицист и общественный деятель.
- 28 апреля — Генрих Дейч — историк, профессор русской истории.
- 28 апреля — Иван Проскуряков (79) — Герой Советского Союза.
- 30 апреля — Константин Петровский (97) — воздушный гимнаст, акробат, танцор-степист, исполнитель куплетов, конферансье.

## Май
- 1 мая — Павел Архаров (93) — участник Великой Отечественной войны, Герой Советского Союза.
- 1 мая — Иштван Келен (91) — журналист, писатель и игрок в настольный теннис венгерского происхождения, призёр чемпионатов мира.
- 2 мая — Константин Бутейко (80) — учёный, физиолог.
- 4 мая — Фёдор Бурцев (79) — участник Великой Отечественной войны, Герой Советского Союза.
- 4 мая — Сергей Деменков (83) — генерал-майор Советской Армии, участник Великой Отечественной войны, Герой Советского Союза.
- 5 мая — Султан Рахманов (52) — советский тяжелоатлет, чемпион Европы, чемпион мира, олимпийский чемпион.
- 5 мая — Вальтер Сисулу (90) — южно-африканский борец с апартеидом, член партии Африканский национальный конгресс.
- 5 мая — Михаил Суханов (81) — участник Великой Отечественной войны, Герой Советского Союза.
- 6 мая — Александр Билаш (72) — украинский композитор, педагог, Герой Украины (2001).
- 7 мая — Дмитрий Кваша (79) — полковник Советской Армии, участник Великой Отечественной войны, Герой Советского Союза.
- 7 мая — Феодосий Колесник (88) — украинский советский хозяйственный деятель.
- 10 мая — Алексей Крюков (89) — советский железнодорожный деятель.
- 12 мая — Сержан Канапьянов (54) — государственный и общественный деятель, министр-исполнительный директор Госкомитета по инвестициям в правительстве А.Кажегельдина.
- 12 мая — Всеволод Королёв (80) — советский военный деятель, генерал-майор Советской армии.
- 14 мая — Владимир Воробьёв (73) — российский экономикогеограф, академик РАН (1990), директор Института географии СО РАН.
- 14 мая — Анатолий Зосик (78) — полный кавалер ордена Славы.
- 14 мая — Вячеслав Мохорт (79) — советский и белорусский врач-уролог, доктор медицинских наук, заслуженный деятель науки Белорусской ССР.
- 16 мая — Марк Хум Маккормак (72) — основатель и президент Международной группы управления.
- 18 мая — Владимир Булгаков (56) — советский футболист и тренер.
- 18 мая — Джермен Гвишиани (74) — советский философ и социолог.
- 18 мая — Александр Ерошин (79) — участник Великой Отечественной войны, Герой Советского Союза.
- 19 мая — Александр Мирошниченко (39) — казахский советский боксёр-профессионал.
- 19 мая — Аарон Хотер-Ишай (97—98) — израильский адвокат.
- 21 мая — Ярослав Голованов (70) — советский и российский журналист, писатель и популяризатор науки.
- 21 мая — Даль, Елизавета Алексеевна (урожд. Апраксина, 65) — монтажёр кино, вдова актёра Олега Даля (род. 19 августа 1937).
- 21 мая — Иван Стрельченко (70) — дважды Герой Социалистического Труда.
- 21 мая — Алехандро де Томазо (74) — аргентинский автоконструктор и гонщик Формулы-1 в 1957 — 1959 годах.
- 22 мая — Константин Гонтарь (82) — Герой Советского Союза.
- 22 мая — Олег Найдёнов (55) — глава города Мурманска.
- 26 мая — Мелитта Брюнер (96) — австрийская фигуристка.
- 26 мая — Владимир Пламеневский (56) — поэт, архитектор.
- 26 мая — Павел Сафутин (75) — Герой Социалистического Труда.
- 26 мая — Григорий Шимко (84) — Герой Советского Союза.
- 27 мая — Василий Падин (94) — театральный режиссёр; археолог и краевед Брянской области; почётный директор Трубчевского музея.
- 28 мая — Олег Макаров (70) — советский и российский космонавт, дважды Герой Советского Союза.
- 28 мая — Илья Пригожин (86) — бельгийский и американский физик и химик российского происхождения, лауреат Нобелевской премии по химии 1977 года.
- 28 мая — Наталья Решетовская (84) — писатель-мемуарист, первая жена Александра Солженицына[12].
- 29 мая — Ананий Сабашников (85) — Герой Советского Союза.

## Июнь
- 1 июня — Сергей Аргудяев (40) — советский и украинский футболист, нападающий.
- 1 июня — Евгений Матвеев (81) — советский и российский актёр театра и кино, режиссёр, сценарист, народный артист СССР (1974).
- 2 июня — Валентина Ермакова (79) — советская и российская актриса театра и кино, театральный педагог, народная артистка СССР (1981).
- 2 июня — Александр Красовский (82) — российский учёный, генерал-майор авиации СССР.
- 2 июня — Алексей Суслов (89) — участник Великой Отечественной войны, Герой Советского Союза.
- 3 июня — Михаил Деревянкин (90) — советский военный строитель, генерал-лейтенант, участник Великой Отечественной войны.
- 3 июня — Борис Хорев (70) — экономико-географ, экономист, урбанист, демограф, доктор географических наук.
- 3 июня — Тамара Храмова (76) — финская певица российского происхождения.
- 3 июня — Пётр Мшвениерадзе (74) — советский спортсмен (водное поло, плавание), центральный нападающий; заслуженный мастер спорта (1956, водное поло).
- 5 июня — Меир Вильнер (84) — израильский левый политический деятель.
- 5 июня — Михаил Ланцухай (87) — полный кавалер ордена Славы.
- 6 июня — Владимир Зуев (78) — советский и российский физик.
- 6 июня — Юрий Павлов (81) — участник Великой Отечественной войны, Герой Советского Союза.
- 8 июня — Герман Свешников (66) — советский фехтовальщик на рапирах, двукратный олимпийский чемпион, заслуженный мастер спорта СССР.
- 10 июня — Михаил Дудин (93) — военный инженер, архитектор.
- 11 июня — Джин Эпплтон (91) — австралийская художница и преподаватель. Автор одних из первых австралийских картин, выполненных в стиле кубизма.
- 12 июня — Грегори Пек (87) — американский актёр.
- 13 июня — Николай фон Крейтор (57) — социолог, политолог, журналист.
- 14 июня — Николай Фигуровский (79) — советский сценарист, кинорежиссёр, писатель, переводчик.
- 15 июня — Евгений Колобов (57) — русский оперный дирижёр, основатель театра «Новая опера», народный артист России.
- 15 июня — Хьюм Кронин (91) — канадский актёр и сценарист, супруг актрисы Джессики Тэнди.
- 16 июня — Фёдор Яловой (86) — участник Великой Отечественной войны, Герой Советского Союза.
- 19 июня — Евгений Подколзин (67) — военный деятель России, командующий Воздушно-десантными войсками (1991—1996), генерал-полковник.
- 19 июня — Малик Сапаров (45) — представитель высшего командования Вооружённых сил Республики Казахстан, генерал-лейтенант.
- 19 июня — Анатолий Штефан (76) — советский военный деятель и педагог, полковник, специалист в области гражданской обороны, радиационной и промышленной безопасности на опасных производственных объектах.
- 21 июня — Сергей Вронский (79) — советский кинооператор,Заслуженный деятель искусств РСФСР (1969).
- 22 июня — Василь Быков (79) — белорусский писатель и общественный деятель, участник Великой Отечественной войны, капитан.
- 22 июня — Николай Кочегаров (49) — советский и российский актёр, режиссёр.
- 23 июня — Феликс Кидер (64) — украинский и советский художник.
- 22 июня — Иван Кочевых (75) — государственный и хозяйственный деятель, организатор науки и производства.
- 23 июня — Александр Сидельников (52) — хоккейный вратарь, заслуженный мастер спорта СССР.
- 25 июня — Андрей Бушуев (52) — Заслуженный строитель Российской Федерации, почётный работник газовой промышленности.
- 25 июня — Владимир Гарин (16) — российский актёр; утонул.
- 29 июня — Григорий Малоног (92) — генерал-майор Советской Армии, участник Великой Отечественной войны, Герой Советского Союза.
- 26 июня — Марк-Вивьен Фоэ (28) — камерунский футболист. Погиб от сердечного приступа на футбольном поле.
- 29 июня — Георгий Павлов (93) — участник Великой Отечественной войны, Герой Советского Союза.
- 29 июня — Кэтрин Хепбёрн (96) — американская актриса, четырежды удостоенная премии «Оскар» (рекорд в истории американского кино).
- 30 июня — Семен Брауде (92) — советский и украинский радиофизик и радиоастроном.
- 30 июня — Арстанбек Дуйшеев (70) — советский, киргизский партийный и государственный деятель.

## Июль

Сэм Филлипс в 1987

- 3 июля — Александр Бодряшов (81) — Герой Советского Союза.
- 3 июля — Николай Коровушкин (82) — Герой Советского Союза.
- 3 июля — Василий Налобин (80) — полный кавалер ордена Славы.
- 3 июля — Юрий Щекочихин (53) — российский журналист и писатель; точная причина смерти не установлена, дело по факту смерти журналиста закрыто.
- 4 июля — Барри Уайт (59) — американский певец в стиле ритм-энд-блюз.
- 4 июля — Андре Клавё (87) — французский певец и киноактёр, победитель конкурса песни «Евровидение» 1958 года.
- 4 июля — Виталий Метте (56) — политический, общественный и государственный деятель Казахстана.
- 4 июля — Шафик Чокин (90) — советский и казахстанский учёный-энергетик. Основатель энергетической науки в Казахстане.
- 6 июля — Василий Волков (81) — Герой Советского Союза.
- 6 июля — Роман Ляшенко (24) — профессиональный российский хоккеист, центральный нападающий.
- 6 июля — Борис Ставицкий (76) — украинский советский актёр, педагог, профессор.
- 7 июля — Валентин Бибик (62) — советский, украинский и израильский композитор и педагог. Заслуженный деятель искусств Украинской ССР. Профессор.
- 7 июля — Исаак Грациани (78) — израильский дирижёр, композитор и аранжировщик.
- 8 июля — Дмитрий Сухоруков (80) — советский военачальник, командующий Воздушно-десантными войсками СССР, генерал армии.
- 9 июля — Иван Украдыженко (88) — Герой Советского Союза.
- 10 июля — Георгий Губкин (84) — Герой Советского Союза.
- 11 июля — Владимир Безукладников (78) — Герой Советского Союза.
- 11 июля — Юрий Кискачи (67) — советский и российский хозяйственник.
- 11 июля — Николай Струтинский — советский партизан и разведчик.
- 11 июля — Степан Червоненко (87) — советский партийный деятель, дипломат.
- 12 июля — Евгений Торчинов (46) — российский учёный-религиовед.
- 13 июля — Андрей Мирзабеков (65) — директор Института молекулярной биологии АН СССР и центра технологии биологических чипов Аргоннской национальной лаборатории.
- 14 июля — Михаил Мартусенко (81) — Герой Советского Союза.
- 14 июля — Иван Пинчук (70) — советский и российский общественный деятель.
- 15 июля — Антоний (Вакарик) (77) — архиерей Русской православной церкви, митрополит Черниговский и Нежинский.
- 15 июля — Алтай Мамедов (73) — азербайджанский прозаик-публицист и драматург.
- 15 июля — Вальтер Цапп (97) — изобретатель самой маленькой и легкой в мире фотокамеры Minox.
- 16 июля — Дмитрий Васильев (58) — российский политический деятель.
- 16 июля — Лев Гольдин (83) — советский учёный и педагог, старейший профессор кафедры общей физики МФТИ.
- 16 июля — Василий Евдошенко (79) — Герой Советского Союза.
- 16 июля — Жак Плант (Jacques Plante) (82) — французский поэт-песенник.
- 16 июля — Иван Репин (85) — Герой Советского Союза.
- 17 июля — Игорь Лацанич (68) — оперный и симфонический дирижёр, педагог.
- 19 июля — Юрий Витинский — советский астроном.
- 22 июля — Николай Корнейчук (83) — советский математик.
- 22 июля — Армен Хостикян (74) — армянский актёр и сатирик, народный артист Армянской ССР.
- 22 июля — Кусей и Удей Хусейны (37 и 39 соответственно) — сыновья Саддама Хусейна; убиты.
- 23 июля — Виктор Лысенко — советский футболист, выступавший на позиции защитника.
- 23 июля — Александр Рубанов (66) — советский и белорусский физик. Академик Национальной академии наук Беларусии.
- 23 июля — Лео Шервашидзе (92) — заслуженный деятель искусств, доктор искусствоведения, профессор.
- 23 июля — Олег Чехов (81) — советский волейбольный тренер и арбитр.
- 24 июля — Ия Арепина (73) — советская актриса театра и кино.
- 25 июля — Константин Воробьёв (83) — участник Великой Отечественной войны, Герой Советского Союза.
- 25 июля — Юрковский, Виктор Минович (76) — советский и украинский учёный в области экономической географии, кандидат экономических наук, профессор.
- 26 июля — Дарджи, Уильям (91) — австралийский художник-портретист.
- 27 июля — Боб Хоуп (100) — американский комик, актёр театра и кино, теле- и радиоведущий.
- 28 июля — Иван Литвиненко (79) — советский и российский общественный деятель, полковник военной службы.
- 29 июля — Михаил Конин (81) — участник Великой Отечественной войны, Герой Советского Союза.
- 30 июля — Сэм Филлипс (80) — американский продюсер, основатель рекорд-лейбла Sun Records, знаменитый прежде всего как первооткрыватель Элвиса Пресли.
- 31 июля — Николай Архипов (84) — участник Великой Отечественной войны, Герой Советского Союза.
- 31 июля — Яков Пилипенко (83) — майор Советской Армии, участник Великой Отечественной войны, Герой Советского Союза.

## Август
- 1 августа — Мари Трентиньян (41) — французская актриса; погибла (непредумышленное убийство).
- 2 августа — Владимир Неговский (94) — патофизиолог, создатель реаниматологии.
- 2 августа — Юрий Запевалов (51) — русский поэт, по основной профессии — прокурорский работник.
- 3 августа — Сергей Щелкановцев (37) — украинский рок-музыкант.
- 4 августа — Антоний (89) — митрополит Сурожский, священник, философ, проповедник.
- 4 августа — Александр Владимиров (79) — Герой Советского Союза.
- 4 августа — Михаил Новосельцев (81) — Герой Советского Союза.
- 5 августа — Александр Носовец (88) — Герой Советского Союза.
- 6 августа — Агаисмаил Рагимов (53) — российский предприниматель, крупный акционер и председатель совета директоров «Фармацевтической фабрики Санкт-Петербурга».
- 8 августа — Мария Берггольц (90) — советская и российская актриса, популяризатор творчества своей старшей сестры Ольги Берггольц[13].
- 8 августа — Григорий Бондаревский (83) — советский и российский учёный—востоковед; убит[14].
- 9 августа — Жак Дерэ (74) — французский кинорежиссёр.
- 9 августа — Нил (Савленков) (47) — Советский/российский музыкант, впоследствии иеромонах Русской православной церкви, был убит
- 9 августа — Михаил Докучаев (78) — Герой Советского Союза.
- 9 августа — Владимир Нестеров (82) — Герой Советского Союза.
- 10 августа — Кемаль Акишев (79) — советский и казахстанский археолог.
- 10 августа — Иван Козлов — советский российский тренер по международным шашкам, шашечный деятель.
- 11 августа — Михаил Гриб (83) — Герой Советского Союза.
- 11 августа — Святослав Образцов (49) — бас-гитарист петербургской группы «Пикник».
- 11 августа — Серафим Попов (90) — коми поэт. Лауреат премии Коми АССР.
- 12 августа — Деметрио Соди-Палларес — мексиканский кардиолог.
- 13 августа — Эдуард Хлысталов (70) — полковник, заслуженный работник МВД СССР, член союза писателей, автор двух поставленных в театре пьес, исследователь гибели Сергея Есенина.
- 14 августа — Виктор Банных — советский и украинский военный, генерал-полковник.
- 14 августа — Моше Кармель (92) — израильский военный и государственный деятель.
- 14 августа — Лев Кербель (85) — советский и российский скульптор.
- 14 августа — Юрий Таран-Жовнир (76) — заслуженный деятель науки Украины, выдающийся ученый в области физического металловедения.
- 15 августа — Михаил Коршунов (78) — советский русский детский писатель.
- 16 августа — Иди Амин (78) — президент Уганды в 1971 — 1979 годах, создатель одного из самых жестоких авторитарных режимов в Африке.
- 16 августа — Аролдо де Кампос (73) — бразильский поэт, переводчик и теоретик перевода, эссеист.
- 17 августа — Лев Осинский (79) — советский цирковой артист-эквилибрист, выступавший на арене без одной руки, став инвалидом на фронтах Великой Отечественной войны.
- 19 августа — Лев Убожко (70) — советский диссидент, российский политический деятель, лидер Консервативной партии России.
- 20 августа — Игорь Фархутдинов (53) — российский политический деятель, губернатор Сахалинской области c 1995 по 2003; авиакатастрофа.
- 21 августа — Николай Загоруйко (79) — советский военнослужащий, гвардии старший сержант, участник Великой Отечественной войны. Полный кавалер ордена Славы.
- 21 августа — Абрам Кацнельсон (89) — украинский советский поэт и переводчик.
- 23 августа — Павел Воронин (84) — гвардии старшина Рабоче-крестьянской Красной Армии, участник Великой Отечественной войны, Герой Советского Союза.
- 24 августа — Алимкул Буркитбаев — казахстанский спортсмен, учёный и писатель.
- 24 августа — Михаил Иванов (78) — участник Великой Отечественной войны, полный кавалер ордена Славы.
- 25 августа — Михаил Емцев (73) — русский писатель-фантаст, прозаик.
- 25 августа — Натан Стратиевский (82) — Герой Советского Союза.
- 25 августа — Алексей Потёмкин (82) — Герой Советского Союза.
- 26 августа — Гасан Мамедов (64) — советский азербайджанский актёр, народный артист Азербайджанской ССР.
- 27 августа — Магомедсалих Гусаев (52) — российский государственный деятель. Министр по национальной политике, информации и внешним связям Республики Дагестан. Теракт.
- 28 августа — Василий Безбородов (86) — Герой Советского Союза.
- 28 августа — Юрий Саульский (74) — советский композитор, автор песен, балетов и мюзиклов, музыки к телеспектаклям и кинофильмам.
- 29 августа — Гиви Ахвледиани (85) — советский волейболист и тренер. Заслуженный мастер спорта. Заслуженный тренер СССР.
- 29 августа — Александр Корнев (82) — Герой Советского Союза.
- 30 августа — Чарльз Бронсон (81) — американский киноактёр, популярный исполнитель «брутальных» ролей в боевиках.
- 30 августа — Михаил Демиденко (74) — советский писатель, переводчик и сценарист.

## Сентябрь
- 1 сентября — Александр Скоцень (85) — футболист, нападающий.
- 3 сентября — Анатолий Борцов (79) — полный кавалер ордена Славы.
- 3 сентября — Пётр Градов — поэт, актёр, переводчик.
- 4 сентября — Пётр Базанов (80) — участник Великой Отечественной войны, Герой Советского Союза.
- 4 сентября — Азиза Джафарзаде (81) — народный писатель Азербайджана.
- 4 сентября — Георгий Лопатин (90) — участник Великой Отечественной войны, Герой Советского Союза
- 4 сентября — Рудольф Ольшевский (65) — русский поэт, прозаик, журналист, переводчик.
- 5 сентября — Кир Булычёв (68) — советский писатель-фантаст, ученый-востоковед и фалерист.
- 6 сентября — Георгий Голованов (79) — доктор технических наук.
- 6 сентября — Яков Хелемский (89) — русский поэт, прозаик, переводчик.
- 7 сентября — Нина Высоцкая (девичья фамилия — Серёгина, 91) — мать Владимира Высоцкого.
- 7 сентября — Уоррен Зивон (56) — американский рок-музыкант.
- 7 сентября — Николай Козлов (83) — советский государственный и партийный деятель.
- 7 сентября — Дмитрий Сергиенков (77) — участник Великой Отечественной войны, Герой Советского Союза
- 7 сентября — Михаил Тиханович (82) — полный кавалер ордена Славы.
- 8 сентября — Мачерет, Юрий Яковлевич (87) — ленинградский архитектор.
- 8 сентября — Жаклин Линецки — канадский актриса; погибли в автокатастрофе на съёмках телесериала «Школа первых ракеток»
- 8 сентября — Лени Рифеншталь (101) — немецкий кинорежиссёр
- 9 сентября — Эдвард Теллер (95) — американский физик венгерского происхождения, непосредственный руководитель работ по созданию американской водородной бомбы.
- 11 сентября — Лев Аркадьев (78) — советский и российский писатель.
- 11 сентября — Джон Риттер (55) — американский актёр.
- 12 сентября — Джонни Кэш (71) — американский певец, ключевая фигура в музыке кантри второй половины XX века. Джонни Кэш

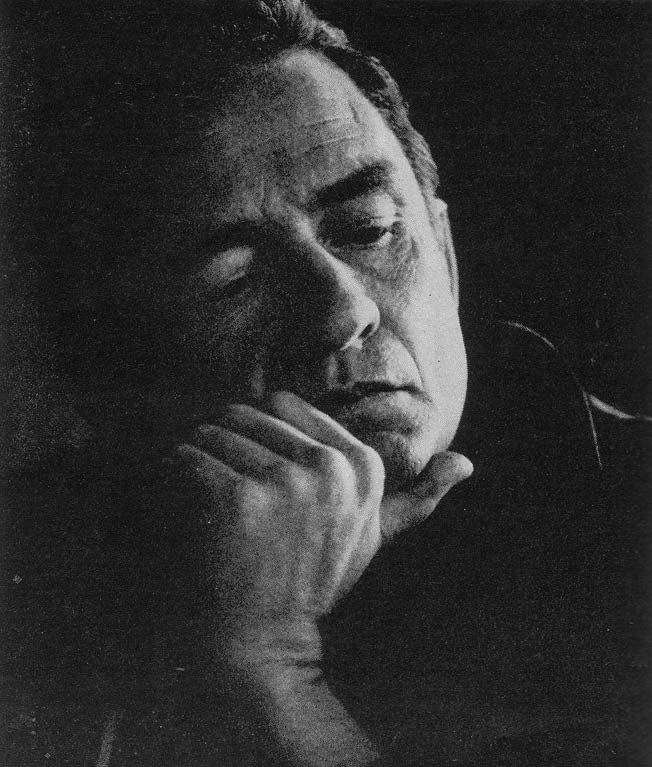
Джонни Кэш

- 13 сентября — Нинель Мышкова (77) — советская актриса театра и кино.
- 13 сентября — Иван Сундиев (77) — Герой Советского Союза.
- 14 сентября — Зигмантавичюс, Альгимантас (58) — литовский и советский актёр театра и кино[15]..
- 16 сентября — Олег Лейст (78) — советский и российский юрист.
- 15 сентября — Константин Сухов (80) — Герой Советского Союза.
- 17 сентября — Леонид Марягин (66) — российский кинорежиссёр и сценарист.
- 19 сентября — Анатолий Богатырёв (90) — белорусский советский композитор и педагог.
- 19 сентября — Николай Жаров (79) — полный кавалер ордена Славы.
- 20 сентября — Рагим Алхас (66) — азербайджанский поэт и публицист.
- 22 сентября — Василий Перминов (91) — участник Великой Отечественной войны. Полный кавалер ордена Славы.
- 24 сентября — Эдвард Саид (67) — американский интеллектуал арабского происхождения.
- 25 сентября — Владимир Бадьин (84) — участник Великой Отечественной войны, Герой Советского Союза.
- 25 сентября — Александр Панарин (62) — русский философ, политолог, публицист и общественный деятель.
- 25 сентября — Юрий Сенкевич (66) — русский учёный-медик и телеведущий, автор и ведущий телепрограммы «Клуб путешественников».
- 26 сентября — Роберт Палмер (54) — английский певец и автор песен.
- 27 сентября — Анатолий Покрытан (82) — украинский экономист.
- 28 сентября — Тадеуш Зелински (77) — польский юрист, политический деятель, омбудсмен Польши в 1992—1996, кандидат на президентских выборах 1995 года.
- 28 сентября — Владимир Колесников (79) — полковник Советской Армии, участник Великой Отечественной войны, Герой Советского Союза.
- 28 сентября — Элиа Казан (94) — американский кинорежиссёр.
- 28 сентября — Вадим Соснихин (61) — советский футболист, центральный защитник.
- 28 сентября — Василий Швец (79) — Герой Советского Союза.
- 29 сентября — Георгий Вожакин (82) — участник Великой Отечественной войны, Герой Советского Союза.
- 29 сентября — Олег Модников (58) — доктор медицинских наук, профессор, академик РАЕН.

## Октябрь
- 1 октября — Збигнев Ленгрен (84) — польский график, карикатурист, иллюстратор.
- 1 октября — Виктор Мальцев (86) — советский государственный и партийный деятель, дипломат.
- 1 октября — Джули Пэрриш (62) — американская актриса.
- 3 октября — Уильм Стейг (95) — американский художник-мультипликатор, график, скульптор и писатель.
- 4 октября — Константин Малин (60) — советский лётчик, герой Советского Союза, гвардии младший лейтенант, старший лётчик 175-го гвардейского штурмового авиационного Слуцкого Краснознамённого ордена Суворова полка.
- 7 октября — Виктор Леонов (86) — дважды Герой Советского Союза.
- 7 октября — Леонид Тарасов — руководитель музея речного флота ГИИВТа.
- 8 октября — Анатолий Афанасьев (61) — русский советский и российский писатель.
- 9 октября — Георгий Гузун (68) — педагог, юрист, доктор юридических наук.
- 10 октября — Рене Люко (95) — французский кинорежиссёр и сценарист.
- 10 октября — Бруно Янсонс (80) — ректор Даугавпилсского университета.
- 11 октября — Пётр Гереш (67) — главный геолог сначала на Шебелинском потом на Уренгойском месторождениях.
- 11 октября — Пётр Дёгтев (84) — участник Великой Отечественной войны. Герой Советского Союза.
- 11 октября — Михей Минченков (90) — полный кавалер ордена Славы.
- 12 октября — Иван Корчагин (87) — бывший лётчик 6-го гвардейского Московского штурмового авиационного полка 3-й воздушной армии 1-го Прибалтийского фронта, майор в отставке. Герой Российской Федерации (1994).
- 13 октября — Бертрам Брокхауз (85) — канадский физик, лауреат Нобелевской премии по физике в 1994 г. «за создание нейтронной спектроскопии» (совместно с Клиффордом Шаллом).
- 13 октября — Александр Легенченко (92) — советский, русский художник — живописец, график.
- 13 октября — Букар Талибов (75) — советский и российский лингвист.
- 16 октября — Сергей Исраелян (66) — армянский актёр театра и кино, бывший депутат парламента.
- 16 октября — Юрий Сысоев (76) — участник Великой Отечественной войны. Герой Советского Союза.
- 17 октября — Виталий Анохин (61) — советский и российский оператор документального кино.
- 18 октября — Елена Хрисанфова (76) — советский и российский антрополог, профессор МГУ имени М. В. Ломоносова.
- 18 октября — Леонид Черкасский (78) — критик, литературовед, синолог, поэт-переводчик, доктор филологии.
- 19 октября — Георгий Владимов (72) — русский писатель.
- 21 октября — Гершен Канторович (65) — архитектор-реставратор высшей категории, заслуженный работник культуры РФ (1995), действительный член Академии архитектурного наследия, член Союза архитекторов России.
- 22 октября — Николай Чапаев (80) — участник Великой Отечественной войны. Герой Советского Союза.
- 23 октября — Иван Дмитриев (88) — советский актёр, народный артист СССР.
- 23 октября — Пётр Колосков (80) — участник Великой Отечественной войны. Герой Советского Союза.
- 23 октября — Юрий Моргунов (82) — участник Великой Отечественной войны. Герой Советского Союза.
- 24 октября — Юлий Данилов (67) — физик, математик, историк науки, педагог, переводчик и просветитель.
- 24 октября — Иван Кондратец (84) — участник Великой Отечественной войны. Герой Советского Союза.
- 26 октября — Элем Климов (70) — российский кинорежиссёр.
- 26 октября — Тигран Турпаев (85) — советский и российский физиолог.
- 26 октября — Леонид Филатов (56) — русский актёр, режиссёр, поэт.
- 29 октября — Анатолий Афанасьев (91) — советский военный деятель, генерал-майор. Герой Советского Союза.
- 29 октября — Хол Клемент (81) — американский писатель-фантаст.
- 30 октября — Гавриил Елецких (84) — участник Великой Отечественной войны. Герой Советского Союза.
- 31 октября — Григорий Матусовский (80) — советский и украинский учёный-правовед, специалист в области криминалистики.

## Ноябрь
- 1 ноября — Владимир Силин (79) — полный кавалер ордена Славы.
- 2 ноября — Армен Аветисян (55) — армянский, советский и российский живописец, художник-график.
- 2 ноября — Лев Горлицкий (97) — советский конструктор бронетехники.
- 2 ноября — Иван Илюшин (88) — Герой Советского Союза.
- 2 ноября — Мария Шкарлетова (78) — Герой Советского Союза.
- 2 ноября — Клифф Янг (81) — австралийский фермер и сверхмарафонец.
- 3 ноября — Расул Гамзатов (80) — аварский поэт, писатель, публицист, политический деятель.
- 3 ноября — Яков Косовичев (95) — Герой Советского Союза.
- 3 ноября — Василий Сергиенко (77) — Герой Социалистического Труда.
- 3 ноября — Юрий Фалин (66) — советский футболист, нападающий и полузащитник
- 4 ноября — Пётр Куликовский (93) — советский астроном.
- 4 ноября — Питирим (Нечаев) (77) — епископ Русской Церкви, митрополит Волоколамский и Юрьевский.
- 5 ноября — Андрей Кульнев (79) — Герой Советского Союза.
- 5 ноября — Пётр Рыпаленко (77) — передовик советского машиностроения, бригадир слесарей Славянского завода строительных машин Министерства строительного, дорожного и коммунального машиностроения СССР, Донецкая область, Герой Социалистического Труда.
- 8 ноября — Фёдор Сетин (84) — литературовед, специалист по русской детской литературе, методике преподавания национальных литератур.
- 10 ноября — Николай Волков (младший) (69) — советский актёр, народный артист РСФСР.
- 10 ноября — Фёдор Пузырёв (83) — Герой Советского Союза.
- 11 ноября — Шмуэль Штрикман (73) — израильский физик, профессор Института Вейцмана, лауреат Государственной премии Израиля.
- 12 ноября —  Джонатан Брэндис (27) — американский актёр, режиссёр и сценарист; самоубийство.
- 12 ноября — Лев Тульчинский (79) — советский экономист, доктор экономических наук.
- 13 ноября — Виктор Перельман — русский писатель, издатель, журналист.
- 14 ноября — Александр Печерица (89) — Герой Советского Союза.
- 14 ноября — Пётр Придиус (71) — русский и советский писатель.
- 15 ноября — Эльфрида Блауэнштайнер (72) — австрийская серийная убийца, вошла в историю австрийской криминологии как «Чёрная вдова».
- 15 ноября — Дэвид Холт (76) — американский киноактёр.
- 16 ноября — Августин (Горняк) (84) — епископ Украинской грекокатолической церкви.
- 17 ноября — Юрий Кузнецов (62) — советский и российский поэт, профессор Литературного института, был редактором отдела поэзии в журнале «Наш современник», членом Союза писателей России.
- 17 ноября — Андрей Мястковский (79) — украинский советский поэт, прозаик, драматург и переводчик.
- 20 ноября — Александр Никандров (90) — Герой Советского Союза.
- 22 ноября — Юрий Хухров (71) — советский и российский художник, представитель ленинградской школы живописи.
- 23 ноября — Виктор Камчугов (80) — полный кавалер ордена Славы.
- 23 ноября — Виктор Харитонов (76) — политический работник советских Вооружённых Сил, вице-адмирал.
- 23 ноября — Пэт Янсен (82) — индийский хоккеист (хоккей на траве), нападающий. Олимпийский чемпион 1948 года.
- 23 ноября — Алексей Угол (30) — российский рок-музыкант, вокалист и основатель группы Оргазм Нострадамуса
- 25 ноября — Сергей Глинкин (82) — Герой Советского Союза.
- 26 ноября — Владимир Меркулов (80) — Герой Советского Союза.
- 26 ноября — Тимофей Саевич (84) — Герой Советского Союза.
- 30 ноября — Владимир Ермолаев — младший лейтенант Рабоче-крестьянской Красной Армии, участник Великой Отечественной войны, Герой Советского Союза.
- 30 ноября — Богдан Козий (74) — польский военный преступник, в годы Второй мировой войны сотрудник полиции.

## Декабрь
- 1 декабря — Владимир Станис (79) — советский и российский учёный-экономист, один из основателей и второй ректор Российского университета дружбы народов.
- 3 декабря — Дэвид Хеммингс (62) — британский актёр, режиссёр и продюсер.
- 3 декабря — Иван Замятин (90) — Герой Советского Союза.
- 3 декабря — Даниил Зубицкий (79) — советский и украинский фитотерапевт, представитель нетрадиционной медицины.
- 3 декабря — Василий Новиков (85) — советский военно-морской деятель, начальник Главного технического управления ВМФ СССР, адмирал.
- 3 декабря — Джек Хоу (92), английский архитектор и промышленный дизайнер.[16]
- 5 декабря — Феликс Каспар (88) — австрийский фигурист-одиночник, дважды чемпион мира и бронзовый медалист Олимпиады 1936 года.
- 5 декабря — Симон Маркиш — переводчик, филолог, литературовед.
- 5 декабря — Андрей Мелконян (88) — Герой Советского Союза.
- 5 декабря — Марк Фишман (84) — советский учёный-петрограф, доктор геолого-минералогических наук, профессор.
- 5 декабря — Леонид Ясиновский (80) — советский киргизский актёр.
- 6 декабря — Карлос Мануэль Арана Осорио (85) — президент Гватемалы с 1970 по 1974.
- 6 декабря — Василий Кузнецов (80) — Герой Советского Союза.
- 6 декабря — Владимир Плугин — советский историк-источниковед.
- 7 декабря — Хаим Бейдер — советский литератор и журналист.
- 7 декабря — Василий Миронов (79) — передовик советского машиностроения.
- 8 декабря — Александр Ивахненко (72) — советский украинский художник.
- 8 декабря — Борис Попов (77) — советский учёный, публицист.
- 9 декабря — Николай Саламов (80) — советский и российский актёр театра и кино, театральный режиссёр и драматург, педагог, профессор. Народный артист СССР.
- 9 декабря — Калийнур Усенбеков (82) — Герой Советского Союза.
- 10 декабря — Кирилл Виноградов (82) — российский историк, профессор исторического факультета Санкт-Петербургского университета.
- 10 декабря — Иван Пикин (79) — Герой Советского Союза.
- 10 декабря — Николай Сидоров (84) — Герой Советского Союза.
- 10 декабря — Мария Луиса Артекона де Томпсон (84) — парагвайская писательница, преподаватель[17].
- 11 декабря — Давид Гоберман (91) — советский и российский художник, график, фотограф, искусствовед, этнограф. Член Союза художников СССР.
- 12 декабря — Гейдар Алиев (80) — президент Азербайджана.
- 12 декабря — Леонид Белокуров (81) — советский кинодраматург, создатель сценариев художественных, документальных и научно-популярных фильмов.
- 12 декабря — Курт Магнус (91) — немецкий учёный-механик.
- 13 декабря — Людмила Шапошникова (82) — советская российская актриса театра и кино («Бой после победы» и др. фильмы), народная артистка СССР[18].
- 14 декабря — Богданов, Никита Алексеевич (82) — российский геолог, член — корреспондент АН СССР (1990)[19].
- 15 декабря — Геннадий Тимофеев (48) — автор-исполнитель, певший в стиле русского шансона.
- 16 декабря — Венскунас, Альгирдас (69) — литовский актёр театра и кино[20].
- 17 декабря — Борис Лернер (80) — российский учёный и изобретатель в области разведочной геофизики и сейсмического приборостроения, лауреат Государственной премии СССР.
- 18 декабря — Иван Шпиллер (68) — советский и российский дирижёр. Народный артист РСФСР.
- 19 декабря — Семён Кацевич (77) — советский и украинский художник.
- 20 декабря — Эдгар Ваалгамаа (91) — переводчик и ливский писатель.
- 20 декабря — Григоре Григориу (62) — советский молдавский актёр.
- 21 декабря — Бари Гарифуллин (96) — советский работник сельского хозяйства, механизатор-комбайнер, Герой Социалистического Труда.
- 21 декабря — Ян Фрид (95) — советский российский режиссёр и сценарист, известный постановками музыкальных комедий.
- 21 декабря — Иегошуа Яхот — философ, специалист в области общетеоретических вопросов философии.
- 22 декабря — Михаил Бородулин (36) — казахстанский хоккеист, нападающий.
- 23 декабря — Лев Альтшулер (90) — советский физик, основоположник динамической физики высоких давлений, создатель научной школы.
- 25 декабря — Михаил Кисляков (95) — Герой Советского Союза.
- 25 декабря — Ирина Хворова (90) — инженер-геолог, участница Великой Отечественной войны, лауреат премии имени Н. С. Шатского.
- 26 декабря — Боми Булсара (95) — отец Фредди Меркьюри.
- 26 декабря — Иван Петров (83) — советский оперный певец.
- 26 декабря — Хуан Юн (29) — китайский массовый убийца, казнён по приговору суда.
- 27 декабря — Ахияр Хакимов (74) — башкирский писатель, переводчик, критик, литературовед.
- 28 декабря — Хелен Клиб (96) — американская актриса.
- 30 декабря — Борис Аракелов (65) — советский актёр театра и кино.
- 30 декабря — Якуб Ахтямов (92) — создатель вермикулитовой промышленности в России, изобретатель СССР.
- 30 декабря — Владимир Богомолов (79) — советский и российский писатель.
- 31 декабря — Алимпий (Гусев) — предстоятель Русской православной старообрядческой церкви, митрополит Московский и всея Руси.